# Kaisertunnel (Argonnen)

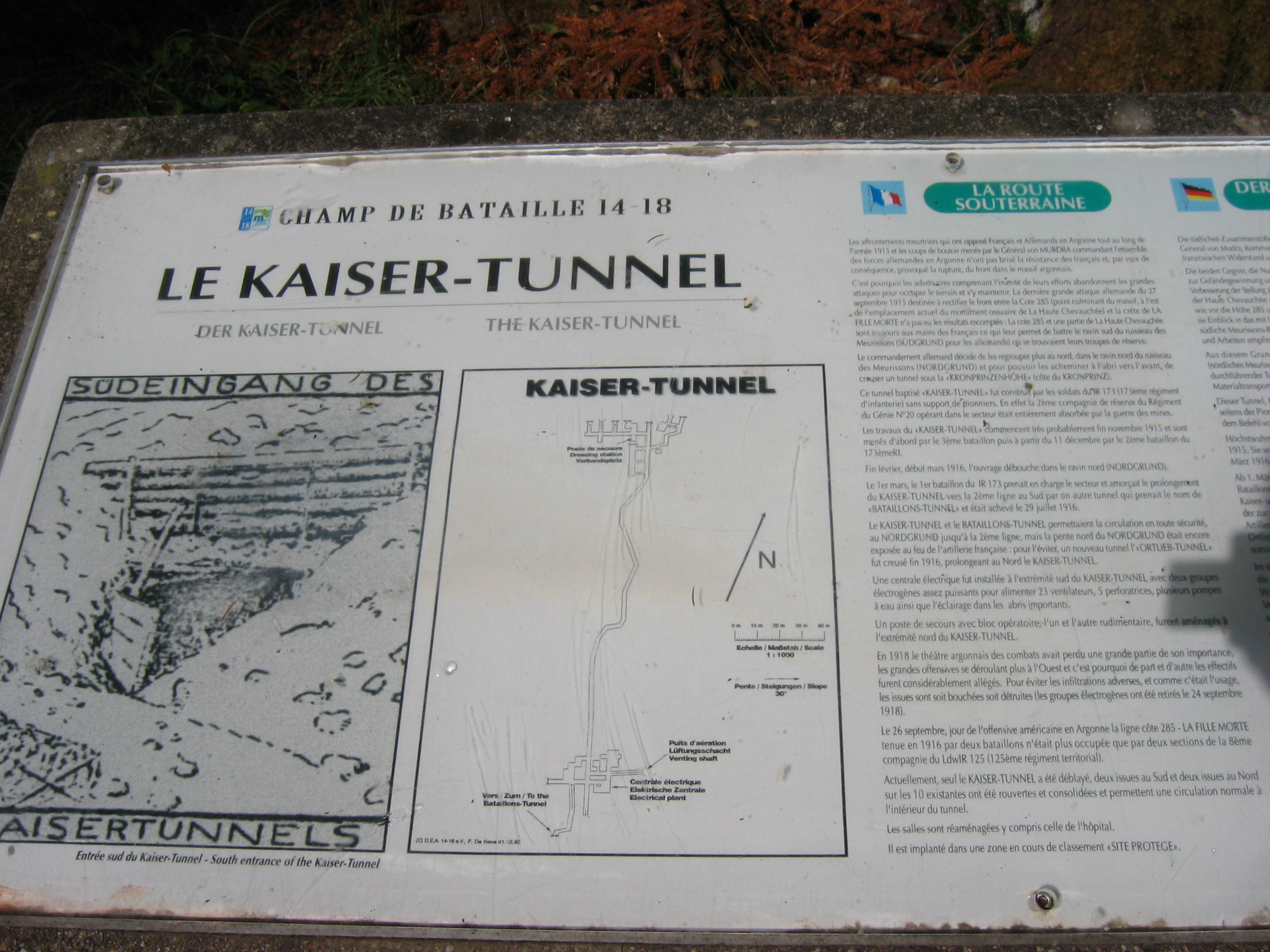
Erläuterungstafel am Kaisertunnel mit Grundriss der Anlage

Der Kaisertunnel liegt in den Argonnen in Frankreich westlich von Verdun. Er ist ein während des Ersten Weltkriegs angelegter rund 350 Meter langer Kriegstunnel. Heute befindet sich ein Museum am nördlichen Eingang des Tunnels. Der Tunnel ist aufgrund von Sicherheitsmängeln seit 2012 geschlossen. Stand Februar 2016 konnte dieser aufgrund der unklaren Finanzierungslage noch nicht saniert und für Besucher wieder eröffnet werden. 

## Geschichte
Der Kaisertunnel wurde Anfang des Jahres 1916 vom 9. Lothringischen Infanterie-Regiment 173 (St. Avold, Metz) errichtet. Vom Südgrund ausgehend nach Norden war, unter der Kronprinzenhöhe hindurch, bis zum Nordgrund (auch als Jägerschlucht  bezeichnet) ein über 300 m langer, bergmännisch ausgebauter Tunnel angelegt worden. Der Einbau von Infrastruktur (Küchen, Zisterne, ein Sanitätsraum und ein Generatorraum) erfolgten ab März 1916. Der Tunnel stellt den Mittelpunkt eines Netzes aus weiteren Tunneln und Gräben in den Zentralargonnen dar. An den Kaisertunnel schloss sich der Bataillonstunnel (zur Verbindung mit den rückwärtigen Linien) und der Ortliebtunnel an. Durch das Tunnelsystem konnten sich die deutschen Soldaten vom Feinde unerkannt in einem für sie geografisch ungünstigen Gelände über hunderte von Metern bewegen.